# Lachlania boanovae
Lachlania boanovae is een haft uit de familie Oligoneuriidae. De wetenschappelijke naam van de soort is voor het eerst geldig gepubliceerd in 1993 door Da-Silva & Pereira.
De soort komt voor in het Neotropisch gebied.